# Броненосцы типа «Реджина Елена»
Броненосцы типа «Реджина Елена» (итал. Corazzate pluricalibro classe Regina Elena) — серия итальянских эскадренных броненосцев 1900-х годов. Нетипичный для своего времени проект, тип «Реджина Элена» явился развитием неосуществлённого проекта броненосного крейсера с однородной главной артиллерией 203-мм калибра, предложенного адмиралом В. Куниберти. В то же время, итальянский флот выдал задание на разработку быстроходного броненосца, который был бы способен уйти от любых британских или французских броненосцев, и в то же время справиться с броненосными крейсерами других флотов, который и был создан на основе отвергнутого проекта крейсера. Получившийся в итоге корабль был несколько меньше своих современников и имел ослабленную вдвое артиллерию главного калибра при сравнительно сильной средней; при традиционно для итальянского флота высокой мощности силовой установки это позволило броненосцам типа «Реджина Елена» развивать рекордную для своего класса скорость, сравнимую с ранними дредноутами.
Всего в 1901—1908 годах было построено четыре броненосца типа «Реджина Елена», по два в рамках кораблестроительных программ 1901 и 1902 годов. Корабли этого типа стали последними итальянскими классическими эскадренными броненосцами, однако на их основе были, в свою очередь, созданы последующие броненосные крейсера типа «Амальфи». В 1911—1912 годах броненосцы типа «Реджина Елена» использовались в ходе Итало-турецкой войны, а в ходе Первой мировой войны входили в состав 2-й бригады линкоров 2-й эскадры и в боевых действиях активного участия не принимали. Устаревшие с появлением дредноутов, в 1923—1927 годах броненосцы типа «Реджина Елена» были постепенно сняты с вооружения и проданы на слом, хотя «Рома» использовался в качестве учебного судна вплоть до 1932 года.

## История
Броненосцы типа «Реджина Маргерита», построенные как компромиссное решение, не устроили итальянское командование. Изначально рассчитанные для ведения дальнего боя, после переработки проекта и ослабления вспомогательного вооружения они в результате не подходили в полной мере ни для дальнего, ни для ближнего боя.
В 1899 году, новым главным конструктором флота стал Витторио Куиниберти, один из основоположников идеи кораблей с однообразным тяжелым вооружением из многочисленных крупнокалиберных орудий. В 1903 году он написал статью «Идеальный линкор для британского флота», предложив концепцию очень крупного броненосца, вооруженного не обычной для того времени батареей из нескольких крупнокалиберных и многочисленных скорострельных орудий, а исключительно тяжелыми крупнокалиберными орудиями. Хотя его идея не была реализована, она привлекла значительный интерес.
Итальянский флот не рискнул в полной мере реализовать идеи Куиниберти (в первую очередь из-за их высокой стоимости), но счел их достаточно интересными, чтобы частично реализовать в проекте нового броненосца.

## Конструкция

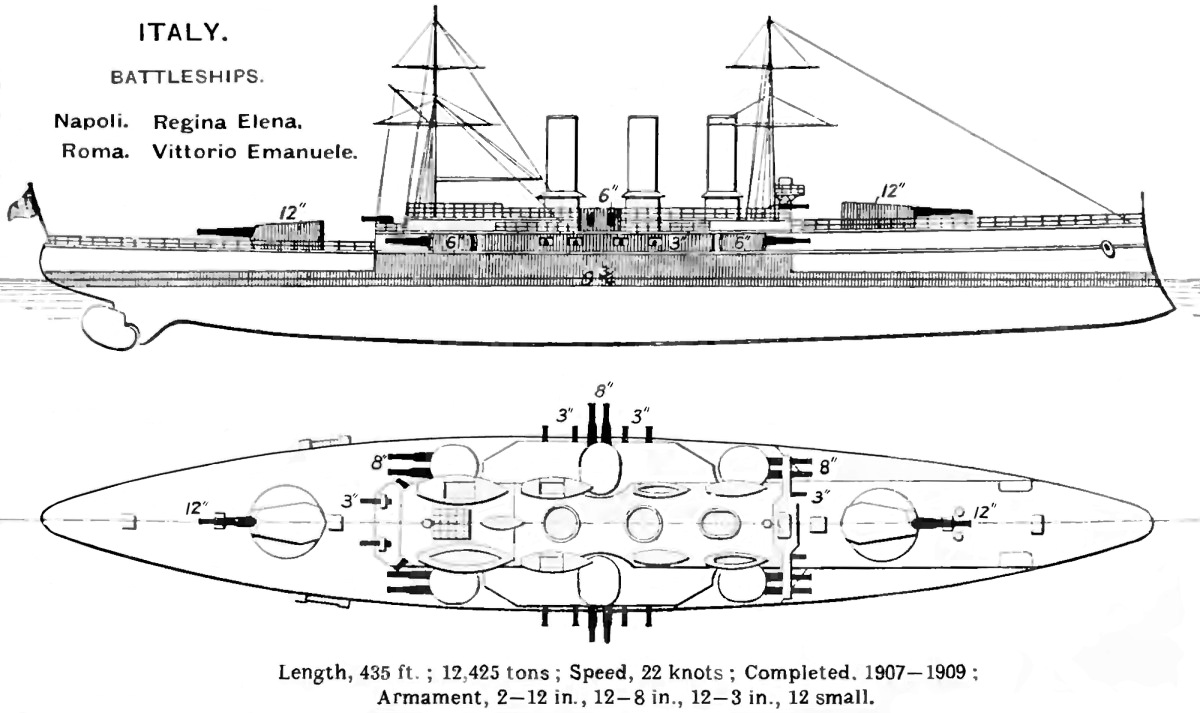
Схема броненосца "Реджина Елена"

Разрабатывая новый проект броненосца для итальянского флота, Куиниберти во многом вернулся к предшествующим идеям Бендетто Брина. Его проект «Реджина Елена» во многом повторял изначальный проект последнего броненосца Брина - «Реджина Маргерита». Подобно Брину, Куиниберти сделал ставку на высокую скорость, умеренную защищенность, и ведение боя на дальней дистанции при помощи мощной батареи 203-миллиметровых орудий.

### Вооружение
Главный (формально) калибр броненосца состоял из итальянских 305-миллиметровых орудий с длиной ствола в 40 калибров. Но по сравнению с предыдущими проектами, число орудий главного калибра было сокращено вдвое. Два 305-миллиметровых орудия стояли в носовой и кормовой одноорудийных башнях (вынесенных в оконечности от надстройки, что давало каждой башне 300-градусный сектор огня), и в основном предназначались для эффективного пробивания брони противника в случае ближнего боя. Впервые в итальянском флоте башни главного калибра были оснащены дальномерами.
Настоящая «главная батарея» броненосца состояла из двенадцати 203-миллиметровых 45-калиберных орудий, размещавшихся в центре корпуса в шести двухорудийных башнях. На каждом борту стояло по три башни: при этом центральная башня была поднята палубой выше, что давало ей возможность стрелять на нос и на корму. Таким образом, бортовой залп состоял из шести 203-миллиметровых орудий, а погонный или ретирадный — из восьми. Орудия эти выдавали до 2-х выстрелов в минуту и имели эффективную дальнобойность до 18000 метров. Предполагалось, что в бою на дальних дистанциях новый броненосец Куиниберти мог просто забросать стандартно вооруженного противника огромным количеством 203-миллиметровых снарядов.
Противоминное вооружение состояло из шестнадцати 76-миллиметровых орудий, на момент закладки вполне соответствующих времени, но к моменту вступления кораблей в строй уже недостаточно мощное для гарантированного поражения эскадренных миноносцев. Корабль также получил подводные 450-мм торпедные аппараты.

### Броневая защита
Защита корабля была выполнена из цементированной брони, закалённой по методу Круппа. Главный пояс тянулся по всей длине корабля, достигая в центральной цитадели (между основаниями башен главного калибра) толщины в 249 миллиметров. В оконечностях пояс утоньшался до 102 миллиметров.
Горизонтальная защита обеспечивалась 38-мм броневой палубой, расположенной по ватерлинии.
Артиллерия главного калибра была защищена 203-миллиметровой броней. Башни 203-миллиметровых орудий прикрывали 152-миллиметровые плиты.

### Силовая установка
При постройке кораблей, особое внимание было уделено достижению высокой скорости. Корабли получили две паровые машины тройного расширения, общей мощностью в 21 900 лошадиных сил. За счет высокой мощности машин, и чрезвычайно обтекаемых, сигарообразных обводов подводной части корпуса, максимальная скорость кораблей превышала 22 узла, что превосходило скорость всех современных им броненосцев. Запас хода составлял 19 000 километров.

## Представители
| Название                              | Верфь                       | Закладка         | Спуск на воду    | Вступление в строй | Судьба                            |
| ------------------------------------- | --------------------------- | ---------------- | ---------------- | ------------------ | --------------------------------- |
| «Реджина Елена» Regina Elena          | верфь флота в Специя        | 27 марта 1901    | 19 июня 1904     | 11 сентября 1907   | снят с вооружения 16 февраля 1923 |
| «Витторио Эмануэле» Vittorio Emanuele | верфь флота в Кастелламмаре | 18 сентября 1901 | 12 октября 1904  | 1 августа 1908     | снят с вооружения 1 апреля 1923   |
| «Рома» Roma                           | верфь флота в Специя        | 20 сентября 1903 | 21 апреля 1907   | 17 декабря 1908    | снят с вооружения 1 сентября 1927 |
| «Наполи» Napoli                       | верфь флота в Кастелламмаре | 21 октября 1903  | 10 сентября 1905 | 1 сентября 1908    | снят с вооружения 3 сентября 1926 |

## Оценка проекта
Броненосцы серии «Реджина Елена» стали несомненным успехом итальянского кораблестроения. Их конструкция, в полном соответствии с концепциями Бендетто Брина и взглядами Витторио Куиниберти, полностью реализовывала идею использования высокой скорости чтобы диктовать дистанцию боя, и вести перестрелку на значительном расстоянии. Предполагалось, что в бою на большой дальности, вражеские тяжелые снаряды на излете не смогут пробить тонкий броневой пояс итальянских кораблей, а 120-150-миллиметровые скорострельные орудия врага будут просто бесполезны.
На момент закладки этих броненосцев, в 1901 году, они превосходили практически все существующие корабли со «стандартным» вооружением (четыре 250—305 миллиметровых орудия и большая батарея 120—152 миллиметровых пушек). Но затянувшаяся постройка привела к тому, что еще до их спуска на воду, большинство флотов мира обзавелось собственными броненосцами с усиленной скорострельной артиллерией, что в значительной мере свело преимущества «Реджина Елена» на нет.
Когда же эти броненосцы вступили в строй в 1907—1908 году, появление дредноутов сделало их априори устаревшими, так как дредноуты с унифицированной батареей тяжелых орудий значительно превосходили в бою на дальней дистанции корабли вроде «Реджина Елена» с «промежуточной» частично унифицированной батареей. Скоростные качества этих броненосцев также уже не соответствовали требованиям эпохи турбинных кораблей.